# Hyrokybe
Hyrokybe – rodzaj stawonogów z wymarłej gromady trylobitów, z rzędu Phacopida.
Żyły w okresie syluru (landower – wenlok).